# Duché de Montbazon
Le duché de Montbazon est une ancienne seigneurie de Touraine, qui fut érigée en comté, puis en duché au cours du XVIe siècle en faveur de la Maison de Rohan.

## Historique
Montbazon, ville située à une dizaine de kilomètres de Tours porta d'abord le titre de baronnie et fut érigée en comté en faveur de Louis V de Rohan-Guéméné par lettre d'Henri II en février 1547.
Henri III, par lettres de mai 1588, érigea le comté de Montbazon et les baronnies de Sainte-Maure-de-Touraine, de Nouâtre et de La Haye en duché-pairie, sous le nom de Montbazon, en faveur de Louis VII de Rohan-Montbazon, comte de Montbazon qui mourut sans enfant.
Henri IV, par lettres de mars 1594, érigea de nouveau ces terres en faveur d'Hercule de Rohan, frère de Louis.

## Barons de Montbazon
- Barthélémy de Montbazon
  - épouse Marie de Dreux
- -1368 : Renaud de Montbazon
  - épouse Jeanne de Craon
- 1368-1395 : Jeanne de Montbazon
  - épouse Simon de Vendôme
  - épouse Guillaume II de Craon
- 1395-1419 : Marguerite de Craon
  - épouse Guy VIII de La Rochefoucauld (-1428)
- 1419-1461 : Aymar de La Rochefoucauld
  - épouse Jeanne de Martreuil
- 1461-après 1470 : Jeanne de La Rochefoucauld
  - épouse Jean du Fou (-1492)
- 1492-? : Renée du Fou 
  - épouse Louis III de Rohan-Guémené (-1498)
- 1498-1527 : Louis IV de Rohan-Guémené (1493-1527)
- 1527-1547 : Louis V de Rohan-Guémené (1513-1557)

## Comtes de Montbazon
- 1547-1557 : Louis V de Rohan-Guémené (1513-1557)
- 1557–1581 : Louis VI de Rohan (1540-1611), attribue Montbazon à ses fils en 1581 et 1589
- 1581–1588 : Louis VII de Rohan-Guéméné (1562-1588)
- 1589-1594 : Hercule de Rohan-Guemené (1568-1654)

## Ducs de Montbazon
- 1588-1589 : Louis VII de Rohan (1562-1589), 1re érection en duché en mai 1588
- 1594-1654 : Hercule Ier de Rohan (1568-1654), frère du précédent, 2e érection en mars 1594
- 1654-1667 : Louis VIII de Rohan (1598-1667), dit le prince de Guéméné, fils du précédent
- 1667-1678/92 : Charles II de Rohan (1633-1699), fils du précédent
- 1678/92-1727 : Charles III de Rohan (1655-1727), dit le prince de Guéméné, fils du précédent
- 1727-1757 : Hercule II de Rohan (1688-1757), fils du précédent
- 1757-1788 : Jules-Hercule-Mériadec de Rohan (1726-1788), dit le prince de Rohan, fils du précédent
- 1788 : Henri de Rohan (1745-1809), dit le prince de Guéméné, fils du précédent
- 1788-1836 : Charles IV de Rohan (1764-1836), fils du précédent
- 1836-1846 : Louis IX Victor Meriadec de Rohan (1766-1846), frère du précédent
- 1846-1892 : Camille Philippe Joseph Idesbald de Rohan (1800-1892), fils d'un cousin issu de germain du précédent et neveu cognatique
- 1892-1914 : Alain Ier Benjamin Arthur de Rohan (1853-1914), petit-neveu du précédent
- 1914-1976 : Alain II Antoine Joseph Adolphe Ignace Marie de Rohan (1893-1976), fils du précédent
- 1976-2008 : Charles V Alain Albert Marie de Rohan (1934-2008), neveu du précédent
- 2008-2019 : Albert de Rohan (1936-2019), frère du précédent
- Depuis 2019 : Charles VI Raoul de Rohan (1954), cousin au 5e degré du précédent